# Santia uncinata
Santia uncinata är en kräftdjursart som först beskrevs av Ernst Vanhöffen 1914.  Santia uncinata ingår i släktet Santia och familjen Santiidae. Inga underarter finns listade i Catalogue of Life.